# Ielizaveta Azza
Ielizaveta Azza   (Kropivnitski, 12 de febrer de 2005) és una gimnasta rítmica ucraïnesa, membre del grup sènior.
Part de l'equip de gimnàstica rítmica d'Ucraïna es va retirar després dels Jocs Olímpics del 2020. El 2022, Azza es va incorporar al grup sènior nacional. Després d'un inici dur a causa de la invasió d'Ucraïna, van debutar a la Copa del Món de Pesaro esdevenint en la posició 11 a l'All-Around i posició 6 amb 3 cintes i 2 pilotes. Al juny van competir a Tel-Aviv als Campionats d'Europa, ocupant el 10è lloc en l'All-Around i el 6è amb 5 cèrcols. També va participar en els Campionats del Món de Sofia al costat de Nikol Krasiuk, Diana Baieva, Daryna Duda, Anastasiya Voznyak, Oleksandra Yushchak i les individuals Viktòria Onoprienko, Polina Karika i Polina Horodnycha, acabant en 12a posició en el All-Around i també amb 5 cèrcols, 11è amb 3 cintes i 2 pilotes.